# طواف إفريقيا للدراجات 2007–08
طواف أفريقيا للدراجات 2007–08 (بالإنجليزية: 2007–08 UCI Africa Tour)‏ هو الموسم 4 من طواف أفريقيا للدراجات.
فاز  بالمركز الأول نيكولاس وايت، وبالمركز الثاني جاي روبرت ثومسون، وبالمركز الثالث روبرت هنتر

## السباقات
| طواف أفريقيا للدراجات      | طواف أفريقيا للدراجات | طواف أفريقيا للدراجات | طواف أفريقيا للدراجات                   | طواف أفريقيا للدراجات  | طواف أفريقيا للدراجات  | طواف أفريقيا للدراجات  | طواف أفريقيا للدراجات |
| التاريخ                    | #                     | البلد                 | السباق                                  | الفائز                 | الثاني                 | الثالث                 |                       |
| -------------------------- | --------------------- | --------------------- | --------------------------------------- | ---------------------- | ---------------------- | ---------------------- | --------------------- |
| 05 – 07 أكتوبر 2007        | 1                     | الكاميرون             | Grand Prix Chantal Biya                 | Peter van Agtmaal ‏     | Julien Gonnet ‏         | Scott Lyttle ‏          |                       |
| 26 أكتوبر – 04 نوفمبر 2007 | 2                     | بوركينا فاسو          | تور دو فاسو                             | عادل جلول              | Sadrak Teguimaha ‏      | محسن الحسايني          |                       |
| 29 أكتوبر – 04 نوفمبر 2007 | 3                     | تونس                  | طواف المطارات                           | أحمد محمد علي          | عبد القادر بلمختار     | Redouane Chabaane ‏     |                       |
| 9 نوفمبر                   | 4                     | الكاميرون             |                                         | نيكولاس وايت           | جاي روبرت ثومسون       | Bereket Yemane ‏        |                       |
| 11 نوفمبر                  | 5                     | الكاميرون             | Men Elite Road African Championships RR | نيكولاس وايت           | يوهان ربيع             | جاي روبرت ثومسون       |                       |
| 16 – 20 يناير 2008         | 6                     | الغابون               | لا تروبيكال أميسا بونغو                 | ليليان جيجو            | Yann Pivois ‏           | Rony Martias ‏          |                       |
| 2 فبراير                   | 7                     | جنوب أفريقيا          | إنتاكا تك وورلد فيو تشالنج              | مانويل كوينزياتو       | أندري هريفكو           | نيكولاس وايت           |                       |
| 3 فبراير                   | 8                     | جنوب أفريقيا          | إنتاكا تك وورلد فيو تشالنج              | Leonardo Bertagnolli ‏  | أندري هريفكو           | ديفيد جورج             |                       |
| 4 فبراير                   | 9                     | جنوب أفريقيا          | إنتاكا تك وورلد فيو تشالنج              | روبرت هنتر             | بيورن شرودر            | Christoff Van Heerden ‏ |                       |
| 6 فبراير                   | 10                    | جنوب أفريقيا          | إنتاكا تك وورلد فيو تشالنج              | روبرت هنتر             | Christoff Van Heerden ‏ | Juan van Heerden ‏      |                       |
| 7 فبراير                   | 11                    | جنوب أفريقيا          | إنتاكا تك وورلد فيو تشالنج              | مانويل كوينزياتو       | بيتر فيليس             | Christian Pfannberger ‏ |                       |
| 11 – 17 فبراير 2008        | 12                    | مصر                   | طواف مصر                                | جاي روبرت ثومسون       | أيمن بين حسين ‏         | Pavel Nevdakh ‏         |                       |
| 19 فبراير                  | 13                    | مصر                   | جائزة شرم الشيخ الكبرى                  | عمرو محمود ‏            | غوران سملكروفيتش ‏      | أحمد رشاد ‏             |                       |
| 04 – 08 مارس 2008          | 14                    | جنوب أفريقيا          | Giro del Capo                           | Christian Pfannberger ‏ | كريس فروم              | جاكوس جانسي فان رنسبرغ |                       |
| 06 – 12 مارس 2008          | 15                    | ساحل العاج            | طواف إيفواريان دي لا بيكس               | Rony Martias ‏          | سيباستيان تورجوت       | جان مارك مارينو        |                       |
| 15 – 21 مارس 2008          | 16                    | ليبيا                 | طواف ليبيا                              | عمر حسنين              | Roman Broniš ‏          | Pavol Polievka ‏        |                       |
| 29 مارس – 06 أبريل 2008    | 17                    | الكاميرون             | طواف كاميرون                            | Joseph Sanda ‏          | Martinien Tega ‏        | Damien Teku ‏           |                       |
| 30 مارس – 05 أبريل 2008    | 18                    | تونس                  | تور دي لا فارماسي سنترال                | فرنسا                  | حسان بين ناصر          | Eddy Lamoureux ‏        |                       |
| 7 أبريل                    | 19                    | تونس                  | جائزة مدينة تونس الكبرى                 | عز الدين اجاب          | نبيل باز               | Khelil Tamarent ‏       |                       |
| 8 أبريل                    | 20                    | تونس                  | جائزة بنك الإسكان الكبرى                | عز الدين اجاب          | Aymen Berini ‏          | كريم كمال ‏             |                       |
| 12 – 18 مايو 2008          | 21                    | بوركينا فاسو          | Boucle du Coton                         | Gueswendé Sawadogo ‏    | Simon Pierre Kiba ‏     | Idrissa Ouedraogo ‏     |                       |
| 30 مايو – 08 يونيو 2008    | 22                    | المغرب                | طواف المغرب                             | Alexey Shchebelin ‏     | سوافومير كوهوت         | Ian McLeod (cyclist) ‏  |                       |
| 14 سبتمبر                  | 23                    | جنوب أفريقيا          | Dome 2 Dome Roadrace                    | نولان هوفمان           | مالكوم لانج            | Hanco Kachelhoffer ‏    |                       |

## وصلات خارجية
- الموقع الرسمي